# Antiochia in Pisidia
Antiochia in Pisidia (łac. Archidiœcesis Antiochenus in Pisidia) – stolica historycznej archidiecezji w Cesarstwie Rzymskim (prowincja Pizydia), współcześnie w Turcji. Według Dziejów Apostolskich pierwszymi misjonarzami w Antiochii byli Barnaba i Paweł z Tarsu, którzy ustanowili w tym mieście "starszych". Od XIX wieku katolickie biskupstwo tytularne, od 1976 nieobsadzone.

## Arcybiskupi tytularni
| Lp. | Biskup                        | Od                   | Do                   |
| --- | ----------------------------- | -------------------- | -------------------- |
| 1   | Enrico de Rossi               | 12 czerwca 1893      | 1897                 |
| 2   | Leopoldo Franchi              | 11 lutego 1898       | 16 października 1902 |
| 3   | Pietro Monti                  | 30 grudnia 1902      | 24 czerwca 1909      |
| 4   | Angelo Giacinto Scapardini OP | 10 września 1910     | 23 września 1910     |
| 5   | Charles-François Turinaz      | 1 sierpnia 1913      | 19 października 1918 |
| 6   | Giovanni Volpi                | 3 lipca 1919         | 19 czerwca 1931      |
| 7   | Gustavo Matteoni              | 3 marca 1932         | 29 września 1932     |
| 8   | Filippo Bernardini            | 13 marca 1933        | 26 sierpnia 1954     |
| 9   | José María Bueno y Monreal    | 24 października 1954 | 8 kwietnia 1957      |
| 10  | Fermín Emilio Lafitte         | 20 czerwca 1958      | 25 marca 1959        |
| 11  | Francisco de Assis Pires      | 11 lipca 1959        | 10 lutego 1960       |
| 12  | Corrado Bafile                | 13 lutego 1960       | 24 maja 1976         |